# Horná Lehota (district de Dolný Kubín)
Pour les articles homonymes, voir Horná Lehota.
Horná Lehota (en hongrois: Felsőlehota) est une commune du district de Dolný Kubín, dans la région de Žilina, en Slovaquie.

## Histoire
La première mention écrite de la localité date de 1420.

## Démographie

### Évolution de la population
| Année:               | 1994. | 2004.   | 2014.   | 2024.   |
| -------------------- | ----- | ------- | ------- | ------- |
| Nombre de personnes: | 526   | 515     | 561     | 598     |
| Différence:          |       | -2,09 % | +8,93 % | +6,59 % |

| Année:               | 2023. | 2024.   |
| -------------------- | ----- | ------- |
| Nombre de personnes: | 573   | 598     |
| Différence:          |       | +4,36 % |